# Manfred Eibelshäuser
Manfred Eibelshäuser (* 5. Februar 1954 in Wachenbuchen) ist ein deutscher Ökonom.

## Werdegang
Eibelshäuser schloss sein Studium als Diplom-Kaufmann ab. Von 1979 bis 1983 war er wissenschaftlicher Mitarbeiter am Seminar für Treuhandwesen der Universität Frankfurt am Main. Nach seiner Promotion wechselte er als Referent in das Bundesministerium für Wirtschaft. Ab 1985 war er Prüfer und Prüfungsgebietsleiter im Bundesrechnungshof und ab 1993 Mitglied des Bundesrechnungshofs. 2001 wählte ihn der Hessische Landtag zum Präsidenten des Hessischen Rechnungshofs. Er blieb bis Sommer 2013 im Amt.
Zugleich war er von 2004 Landesbeauftragter für Wirtschaftlichkeit in der Verwaltung und Honorarprofessor an der Universität Frankfurt. Seit 1996 ist er Geschäftsführender Herausgeber von Heuer/Engels/Eibelshäuser, Kommentar zum Haushaltsrecht.